# Виконт Лиффорд

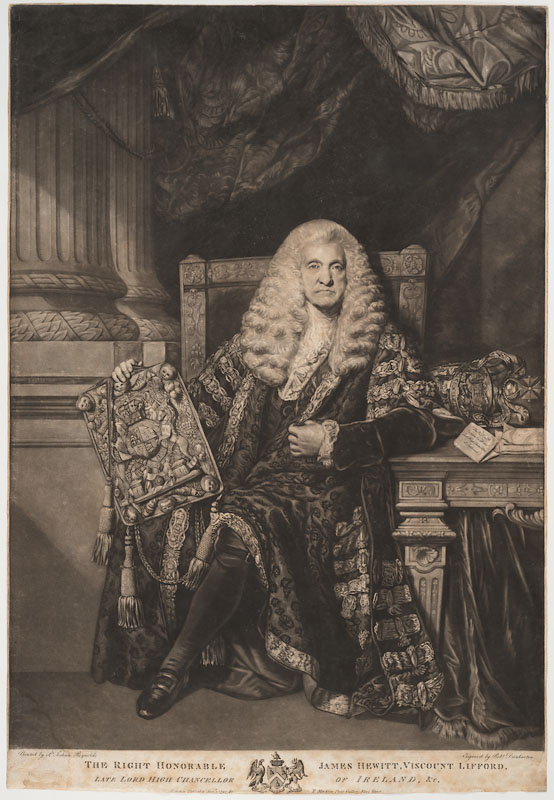
Джеймс Хьюитт, 1-й виконт Лиффорд (1712—1789)

Виконт Лиффорд (англ. Viscount Lifford) — аристократический титул в системе Пэрства Ирландии.

## История
Титул виконта Лиффорда был создан 8 января 1781 года для Джеймса Хьюитта, 1-го барона Лиффорда (1712—1789), депутата Палаты общин Великобритании от Ковентри (1761—1766) и лорда-канцлера Ирландии (1767—1789). В 1768 году для него уже был создан титул барона Лиффорда из Лиффорда в графство Донегол (Пэрство Ирландии). Ему наследовал его сын, Джеймс Хьюитт, 2-й виконт Лиффорд (1751—1830), который был деканом Армы с 1796 по 1830 год. Его внук, Джеймс Хьюитт, 4-й виконт Лиффорд (1811—1887), заседал в Палате лордов Великобритании в качестве ирландского пэра-представителя с 1856 по 1887 год. Его младший сын, Арчибальд Роберт Хьюитт, 6-й виконт Лиффорд (1844—1925), имел чина капитана королевского флота. Его сын, Эвелин Джеймс Хьюитт, 7-й виконт Лиффорд (1880—1954), участвовал во Англо-бурской войне и в Первой мировой войне. Его преемником стал его кузен, Алан Уильям Уингфилд Хьюитт, 8-й виконт Лиффорд (1900—1987). Он был сыном достопочтенного Джорджа Уилдбора Хьюитта, седьмого сына 4-го виконта Лиффорда.
По состоянию на 2025 год, обладателем титула являлся его сын, Эдвард Джеймс Уингфилд Хьюитт, 9-й виконт Лиффорд (род. 1949), который сменил отца в 1987 году.
Родовая резиденция — Мингласс-хаус в окрестностях Странорлара в графстве Донегол (Ирландия).

## Виконты Лиффорд (1781)
- 1781—1789: Джеймс Хьюитт, 1-й виконт Лиффорд (28 апреля 1712 — 28 апреля 1789), старший сын Уильяма Хьюитта (1683—1747);
- 1789—1830: Джеймс Хьюитт, 2-й виконт Лиффорд (27 октября 1751 — 15 апреля 1830), старший сын предыдущего от первого брака;
- 1830—1855: Джеймс Хьюитт, 3-й виконт Лиффорд (29 августа 1783 — 22 апреля 1855), старший сын предыдущего;
- 1855—1887: Джеймс Хьюитт, 4-й виконт Лиффорд (31 марта 1811 — 20 ноября 1887), единственный сын предыдущего;
- 1887—1913: Джеймс Уингфилд Хьюитт, 5-й виконт Лиффорд (12 октября 1837 — 20 марта 1913), старший сын предыдущего от первого брака;
- 1913—1925: Арчибальд Роберт Хьюитт, 6-й виконт Лиффорд (14 января 1844 — 22 мая 1925), младший брат предыдущего;
- 1925—1954: Эвелин Джеймс Хьюитт, 7-й виконт Лиффорд (18 декабря 1880 — 5 апреля 1954), старший сын предыдущего;
- 1954—1987: Алан Уильям Уингфилд Хьюитт, 8-й виконт Лиффорд (11 декабря 1900—1987), младший (второй) сын достопочтенного Джорджа Уилдбора Хьюитта (1858—1924), внук 4-го виконта Лиффорда;
- 1987 — настоящее время: Эдвард Джеймс Уингфилд Хьюитт, 9-й виконт Лиффорд (род. 27 января 1949), единственный сын предыдущего;
  - Наследник: достопочтенный Джеймс Томас Уингфилд Хьюитт (род. 29 сентября 1979), единственный сын предыдущего;
    - Наследник наследника: Гарри Александр Уилдбор Хьюитт (род. 9 февраля 2010), старший сын предыдущего.